# Лимбо (танец)

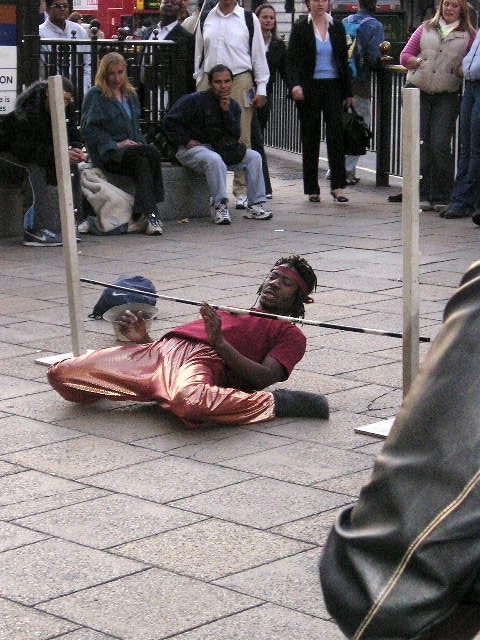
Лимбо на улицах Лондона

Лимбо (англ. limbo, от искаж. англ. limber — гибкий) — танец-игра, первоначально возникший в Тринидаде и Тобаго, заключается в проходе человека под заранее установленной планкой.

## Правила
Танцор, следуя ритму играющей музыки, подходит к планке и склоняется назад, как бы танцуя в горизонтальном положении. Если он задевает планку или падает на спину, то проход не засчитывается. Если несколько человек взяли требуемую высоту, то они продолжают соперничать на более низкой высоте — до тех пор, пока не останется один человек, которому покорились все требуемые высоты.
Этот танец является визитной карточкой стран Карибского моря и пользуется большой популярностью у туристов.

## История
Слово лимбо появилось примерно в середине XVI века. В некоторых африканских племенах этот танец означает торжество жизни над смертью. Иногда он используется на похоронах.

## В кинематографе
В мультипликационном сериале «Футурама» лимбо становится олимпийским видом спорта (см. серию Bend Her) и заключается в проходе на скорости 10 планок-барьеров, которые становятся всё ниже и ниже. Длина дистанции — 100 метров. Является полной противоположностью бега с барьерами. Один из главных героев сериала, бюрократ Гермес Конрад, в молодости стал чемпионом Земли по лимбо.